# Gloriana (Oper)
Gloriana ist eine Oper von Benjamin Britten in drei Akten. Die Oper wurde 1953 uraufgeführt.

## Handlung

### Erster Akt
Anlässlich eines Turnieres geraten Lord Mountjoy, dem die Königin den ersten Preis überreicht hat, und ihr eifersüchtiger Günstling Lord Essex aneinander. Die Königin trennt die Streitenden. Cecil warnt Elisabeth vor Essex. Dieser wiederum beschwert sich bei ihr, dass Raleigh ihn daran hindere, nach Irland zu gehen, um die dortige Rebellion niederzuschlagen.

### Zweiter Akt
Während eines Besuches der Königin in Norwich wartet Essex ungeduldig darauf, von ihr nach Irland entsendet zu werden. Mountjoy und Penelope treffen sich zu einem heimlichen Rendezvous. Sie werden zufällig Zeugen eines Gespräches zwischen Lord und Lady Essex, in welchem der verärgerte Essex eine Revolte plant. Penelope und Mountjoy warnen ihn vor unüberlegten Schritten. Anlässlich eines Balles beleidigt die Königin Lady Essex, indem sie in einem Kleid der Lady erscheint. Dann aber gibt sie die Ernennung von Lord Essex als Oberbefehlshaber in Irland bekannt.

### Dritter Akt
Essex hat bei der Niederschlagung der Rebellion in Irland versagt. Er stürmt in die Zimmer der Königin, obwohl diese noch beim Ankleiden ist. Nachdem Cecil Elisabeth berichtet, dass Essex eine Revolte gegen sie plant, befiehlt sie, den Lord zu verhaften. Auf den Straßen warten Gegner und Anhänger von Essex auf die Entscheidung der Königin. Trotz der Gnadengesuche von Mountjoy, Penelope und Lady Essex unterzeichnet die Königin schließlich das Todesurteil.

### Epilog
Die Königin führt ein imaginäres Zwiegespräch mit Essex und Cecil.

## Hintergründe
Britten schrieb die Oper als Auftragswerk für die Krönung von Königin Elisabeth II. Bei der von John Pritchard dirigierten Uraufführung sang Joan Cross die Elisabeth und Peter Pears, Brittens Lebenspartner, sang den Essex. Die Choreographie der Tanzszenen stammte von John Cranko.

## Aufnahmen
- Josephine Barstow, Philip Langridge, Dirigent: Charles Mackerras (CD, Argo)
- Sarah Walker, Anthony Rolfe Johnson, Dirigent: Mark Elder (DVD, Arthaus)
- Josephine Barstow, Tom Randle, Dirigent: Paul Daniel (DVD, Opus Arte)
- Susan Bullock, Toby Spence, Dirigent: Richard Jones (DVD/Blu-ray, Opus Arte)